# Alexander-von-Humboldt-Gymnasium Schweinfurt
Das Alexander-von-Humboldt-Gymnasium (AvH) in Schweinfurt ist mit 991 Schülern und 78 hauptamtlichen Lehrkräften (Schuljahr 2023/24) das größte der Schweinfurter Gymnasien. In den 1970er Jahren hatte es bis zu 2000 Schüler, 1983 wurde es als "Bayerns größtes Gymnasium" bezeichnet. Es bietet einen naturwissenschaftlichen und einen sprachlichen Zweig an. Rund zwei Drittel aller Schüler kommen aus dem Landkreis Schweinfurt. Dabei überwiegen die männlichen Schüler mit zwei Dritteln die Mädchen bei weitem. Die Schule bildet seit 1967 junge Lehrer aus. Sie ist Seminarschule für die Fächer Deutsch, Englisch, Französisch, Geschichte, Mathematik, Physik, Chemie, Biologie, Sport männlich und Kunst.

## Gebäude

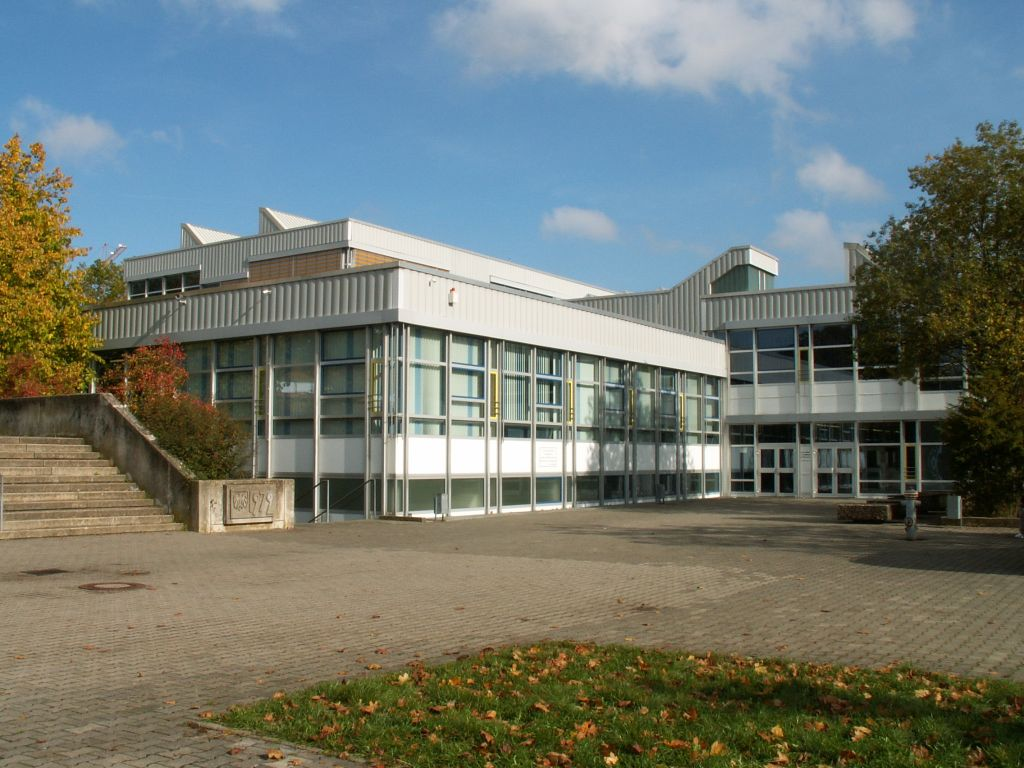
West-Ansicht des Schulgebäudes

### Schulbau
Das von Architekt Peter Jakob konzipierte Gebäude wurde am 29. Januar 1974 eröffnet. Das Gebäude ist in Stahlskelettbauweise errichtet. In den 1980er Jahren erfolgte eine umfangreiche Asbestsanierung, die den weiteren Betrieb ermöglichte.

### Mensa
Seit September 2007 steht den Schülern eine Mensa zur Verfügung, in der zwischen 12 und 14 Uhr ein Essen angeboten wird. Die Mensa wurde der Schule offiziell am 23. November 2007 durch Bürgermeister Otto Wirth (CSU) und Oberbürgermeistern Gudrun Grieser (CSU) übergeben. Betreiber war bis zu ihrer Insolvenz 2018 afz Schweinfurt, bis 2020 das Unternehmen Genießerwerk, daraufhin wurde es das Unternehmen S-Bar Catering. Seit dem letzten Betreiberwechsel kann Essen ausschließlich gegen Vorkasse über das Buchungsportal kitafino gebucht und nicht mehr wie zuvor bar oder mit einer speziellen Guthabenkarte bezahlt werden.

### Mathe macchiato
Zusätzlich steht den Schülern seit September 2008 das neue Schülercafé „mathe macciato“ offen, das von der Stiftung Bildungspakt Bayern gesponsert wurde. Die offizielle Einweihung fand am 10. Juli 2008 statt. Dieses Café wird als Schülerfirma betrieben.

## Unterricht

### Fächerangebot
Der Schwerpunkt des Fächerangebots liegt bei den folgenden Fächern:
- Mathematik
- Informatik
- Naturwissenschaften (Physik, Chemie, Natur und Technik und Biologie)
- moderne Fremdsprachen (Englisch, Französisch, Spanisch [nur als Wahlpflichtfach])
- Wirtschaft/Recht

Daneben gibt es – wie an allen Gymnasien – das übliche Angebot allgemeinbildender Fächer (Religion, Ethik, Deutsch, Latein, Geschichte, Erdkunde, Sozialkunde, Kunst, Musik und Sport).

### Sprachenfolge
Grundsätzlich wird Englisch als 1. Fremdsprache unterrichtet; in der 6. Jahrgangsstufe kann zwischen Französisch und Latein als 2. Fremdsprache gewählt werden. In der 8. Jahrgangsstufe können sich alle Schülerinnen und Schüler noch für den sprachlichen Zweig mit Spanisch (3. Fremdsprache) entscheiden. Falls nicht, vertiefen die Schülerinnen und Schüler ab dem 8. Jahrgang im naturwissenschaftlich-technologischen Zweig ihre Ausbildung in Informatik, Physik und Chemie.

### Informatik
Informatik wird einerseits im Wahlunterricht und andererseits im Pflichtunterricht des naturwissenschaftlich-technologischen (ab 6. Jg.) und des sprachlichen Zweiges (6./7. Jg.) unterrichtet.

## Aktivitäten
Einen wichtigen Ausgleich zu den wissenschaftlichen Fächern bieten sportliche, musikalische und künstlerische Aktivitäten, die die Schüler wahrnehmen können.

### Musik
Das musikalische Angebot des Alexander-von-Humboldt Gymnasium reicht vom Musikinstrumentenunterricht bis hin zu den Chören und mehreren Orchestergruppen, wobei vor allem das Blasorchester, die Big Band und die Percussion-Gruppe hervorzuheben sind. Seit dem Schuljahr 2005/2006 besteht eine Kooperation mit der Musikschule Schweinfurt in den Fächern Querflöte und Klavier. Aufgrund der Pensionierung des Orchesterleiters im Schuljahr 2012/13 wurde das Orchester dezimiert. Außerdem finden regelmäßig verschiedene Konzerte statt.

### Kunst
Im Fach Kunst werden neben den klassischen bildnerischen Techniken wie Malen, Zeichnen, Drucken, Modellieren und Collagieren auch aktuelle Verfahren wie Fotografie, Film und digitale Techniken vermittelt. Die Fachschaft Kunst betreibt außerdem auch die künstlerische Ausgestaltung des Hauses (Wandgemälde im Schulgebäude, Bilder im Verwaltungsbereich) und beteiligt sich am Europäischen Wettbewerb.

### Sport
Am Gymnasium werden neben den Standardsportarten (Basketball, Fußball, Handball, Volleyball, Gerätturnen, Gymnastik, Tanzen und Leichtathletik) auch Hockey und Tischtennis sowie Rhythmische Sportgymnastik angeboten. Beachtliche Erfolge der Schulmannschaften sind festzustellen.

### Technikgruppe
Die Technikgruppe ist für die Beleuchtung, die Beschallung sowie den sonstigen Einsatz von technischen Geräten bei Veranstaltungen wie Konzerten und Theateraufführungen verantwortlich.

### Gemeinschaftsveranstaltungen

Schullandheim in Eichelsdorf

#### Schullandheim
Die Schule besitzt als Besonderheit ein eigenes und 1995 renoviertes Schullandheim mit einer Sternwarte in Eichelsdorf (Haßbergkreis). Hier verbringen die Schüler und Lehrer in den 5. und 6. Klassen einen Aufenthalt pro Schuljahr. Auch in den höheren Jahrgangsstufen wird das Eichelsdorfer Haus genutzt.

#### Skikurse
Die Skikurse finden im Skigebiet Saalbach-Hinterglemm/Österreich in den Jahrgangsstufen 7 und 8 statt. Die Schüler der 8. Jahrgangsstufe sind während des Aufenthalts im Gasthof Stiegernigg, die der 7. im Jugendgästehaus Mitterlengau untergebracht.

#### Sambachshof
In den 10. Klassen finden sozialkundliche Tagungen auf dem Sambachshof statt.
Die weiteren bisher durchgeführten Gemeinschaftsveranstaltungen (Exkursionen, Studienfahrten) werden dem durch das G8 bedingten neuen zeitlichen Rahmen angepasst.

## MODUS F
Mit der Teilnahme am Modellversuch MODUS F der Stiftung Bildungspakt Bayern will man die Qualität von Unterricht und Erziehung am Alexander-von-Humboldt Gymnasium steigern. Außerdem soll die Schulleitung entlastet werden, da bei großen Gymnasien Schulleiter einer sehr hohen Beanspruchung ausgesetzt sind.

## Auszeichnungen

### Forscherschule des Jahres 2008
Die Schule hat am 15. Februar 2008 die Auszeichnung „Forscherschule des Jahres“ im Regierungsbezirk Unterfranken erhalten.
Mit diesem Prädikat wird die jahrelange Teilnahme der zahlreichen Schüler des Alexander-von-Humboldt-Gymnasiums an den Wettbewerben Jugend forscht und Schüler experimentieren gewürdigt. Mit der Ehrung war ein Geldpreis über 10.000 € der Stadt Schweinfurt, der von Oberbürgermeisterin Grieser (CSU) übergeben wurde, sowie ein weiterer Geldpreis der Sparkasse Schweinfurt, welcher von ihrem Vorstandsvorsitzendem Jürgen Riese übergeben wurde, verbunden.

### Innere Schulentwicklung Innovationspreis 2009
Die Schule erhielt 2009 den von der Stiftung Bildungspakt Bayern initiierten Innere Schulentwicklung Innovationspreis (i.s.i.). Die Übergabe der Urkunde erfolgte durch den Staatssekretär im Kultusministerium Marcel Huber (CSU). Während der im November folgenden Schülerprotestaktion wurde allerdings vermehrt der Ruf laut, dass dieser Preis nur mit Hilfe von verschiedenen Inszenierungen, die nicht dem Alltag an der Schule entsprächen, gewonnen werden konnte. Außerdem gilt es als umstritten, weshalb bei der Preisverleihung nicht der amtierende Schülersprecher, sondern sein Vorgänger, der die Bewerbung unterzeichnet hatte, anwesend war.

### Jugend forscht Schule 2010 in Unterfranken
Die Schule wurde 2010 mit dem Sonderpreis „Jugend forscht Schule 2010“ im Regionalwettbewerb Unterfranken ausgezeichnet. Mit dem Sonderpreis ist ein Geldpreis von 1.000 € sowie die Nominierung zur Forscherschule des Jahres in Bayern verbunden.

### Forscherschule des Jahres 2010
Das Gymnasium hat am 21. Oktober 2010 die Auszeichnung „Forscherschule des Jahres“ in Bayern erhalten. Für überragende Leistungen im Wettbewerb „Jugend forscht“ wurden die Schüler mit einem Preisgeld in Höhe von 3.000 € belohnt, das am Nachmittag von der Jury an die Schulleitung übergeben wurde.

## Kontroverse um Schulleiterin Monika Zeyer-Müller
Die Berufung von Monika Zeyer-Müller, der Tochter des früheren saarländischen Ministerpräsidenten Werner Zeyer, im Jahr 2004 führte zu kontroversen Reaktionen in Lokalpolitik, Lokalpresse sowie in der Schüler- und Elternschaft. Dabei wurden Vorwürfe der Vetternwirtschaft laut, wonach der Einsetzung eher das parteipolitische Engagement Zeyer-Müllers in der CSU als fachliche Überlegungen zu Grunde gelegen hätten. Auf Nachfrage der SPD-Landtagsfraktion erklärte die damalige bayerische Kultusministerin Monika Hohlmeier, mit der neuen Schulleiterin nicht befreundet zu sein. Zeyer-Müller wurde weiterhin unterstellt, wegen ihrer Nähe zu Monika Hohlmeier Besoldungsgruppen zu überspringen. Sie soll nicht nur selbst bevorteilt worden sein, sondern auch eigene Günstlinge unterstützt haben. Weiterhin wurde kritisiert, dass 2007 die CSU-Europaabgeordnete Anja Weisgerber anlässlich eines Europatags der Schule in einer Rede die anwesenden Schüler aufforderte: „[ich hoffe] dass ihr mich dann als eure Europa-Abgeordnete wählt.“ Kritiker sahen die „Grenze zum Wahlkampf überschritten“ und verwiesen auf das Bayerische Gesetz über das Erziehungs- und Unterrichtswesen, nach dem politische Werbung im Rahmen von Schulveranstaltungen oder auf dem Schulgelände unzulässig ist.
Im Jahre 2009 kam es am Alexander-von-Humboldt-Gymnasium zu Schülerprotesten, die sich unter anderem gegen Nepotismus, Videoüberwachung, Unterversorgung mit Hygieneartikeln und Parteikarrieren an Schulen richteten, wofür die Schulleiterin verantwortlich gemacht wurde. Im gleichen Jahr hängten Unbekannte ein Bettlaken mit der Aufschrift „Schule macht frei“ an der Westseite des Gymnasiums auf, eine Anspielung an die Toraufschrift „Arbeit macht frei“ an den nationalsozialistischen Konzentrationslagern.
Zeyer-Müller sollte die Schule nach dem Ende des Schuljahres 2009/10 verlassen und ab 1. September 2010 die Gesamtleitung der privaten Schule Schloss Salem am Bodensee übernehmen, doch wurde diese Personalentscheidung nach vielfältigen Unmutsbekundungen nach einigen Wochen rückgängig gemacht, um einen Imageschaden zu vermeiden. Zeyer-Müller blieb zunächst Direktorin am Alexander-von-Humboldt-Gymnasium, wechselte Ende August 2011 als Schulleiterin ans Wirsberg-Gymnasium in Würzburg. Gleichzeitig wurde sie zur Stellvertreterin des unterfränkischen Ministerialbeauftragten berufen. Die Stelle sei nach Angaben des Pressesprechers Ludwig Unger ausgeschrieben worden. Bis Februar 2012 übernahm der bis dato stellvertretende Schulleiter Harald Hirsch die Schulleitung kommissarisch.

## Aufklärung der Verwendung von Skikursrestbeträgen
Wie auch an zwei anderen Schweinfurter Schulen (Wirtschaftsschule Pelzl) wurden im AvH geringe Restbeträge der Skikurse einbehalten und für nachfolgende Skikurse verwendet.
Gegen diese Praxis wurde Anfang 2009 Klage eingereicht. Das Verfahren wurde im Februar 2009 eingestellt und Ende 2009 erneut auf Betreiben des Klägers aufgenommen.
„Nach den Unterlagen hat es einen Überschuss gegeben, der an die Eltern hätte zugezahlt werden können, das Geld ist aber wieder Skikursen zugute gekommen“, sagte der Staatsanwalt, der ermittelt hat. Als einziger Vorwurf bleibe, dass die Schule die Eltern über dieses Vorgehen hätte informieren müssen.

## Bekannte ehemalige Schüler und Lehrer
- Michael Ballhaus, Fotograf und Kameramann
- Hans Brög, Künstler und Hochschullehrer
- Hans-Josef Fell, Politiker
- Tommy Jaud, Schriftsteller und Drehbuchautor
- Peter Kuhn (Karnevalist), deutscher Karnevalist
- Nele Maar, Therapeutin und Autorin
- Paul Maar, Kinderbuchautor
- Fabian Sagstetter, Faustball- und Volleyballspieler
- Florian Töpper, Landrat des Landkreises Schweinfurt (SPD)
- Max-Rainer Uhrig Studiendirektor, Publizist, Herausgeber und Privatgelehrter
- Anja Weisgerber, Bundestagsabgeordnete (CSU)
- Roland Weise, CEO der Media-Saturn-Holding
- Ivo Welch, Professor der Finanzwirtschaft